# Кордон (Сєровський міський округ)
Кордо́н (рос. Кордон) — селище у складі Сєровського міського округу Свердловської області.
Населення — 16 осіб (2010, 48 у 2002).
Національний склад населення станом на 2002 рік: росіяни — 96 %.